# Zsolt Torok
Zsolt Torok (Arad, 29 settembre 1973 – Monti Făgăraș, 19 agosto 2019) è stato un alpinista rumeno.

## Biografia
Si laureò all'Università Babeș-Bolyai di Cluj-Napoca.
Una delle sue imprese più celebrate fu l'ascesa del Pumori, montagna alta 7.161 metri nei pressi dell'Everest nell'ottobre 2018, per la quale ricevette il Piolet d'Oro, consegnatogli da Mihai Fifor, suo amico personale, allora ministro della Difesa.
In precedenza aveva guidato la spedizione che nel 2013 conquistò il Nanga Parbat, alto 8.125 m, a tutt'oggi la prestazione migliore nella storia dell'alpinismo rumeno.
Fu nominato Cavaliere dell'Ordine Nazionale dal presidente rumeno Klaus Johannis per il suo contributo allo sviluppo dello sport nel Paese.
Perse la vita nell'estate del 2019, non ancora 46enne, dopo essere stato colpito da un masso improvvisamente distaccatosi dal Vârful Negoiu, nella Transilvania rumena.